# Croc d'or

Croc d'or (The Gold Retrievers) est un téléfilm américain réalisé par James D. R. Hickox, diffusé en 2009.

## Fiche technique
- Titre original : The Gold Retrievers
- Réalisation : James D. R. Hickox
- Scénario : Aaron Pope
- Photographie : Andrew Strahorn
- Musique : Jeffery Alan Jones
- Pays : États-Unis
- Durée : 90 min

## Distribution
- Noah Centineo : Josh
- Robert R. Shafer : Sherrif Mike Denton
- Michelle Labret : Rachel
- Courtney Biggs : Ana
- Billy Zane : Hector
- Thomas Wiseman (en) : Colt Black
- Steve Guttenberg : Wade
- Curtis Armstrong : le professeur
- Jonathan Aube (nl) : David, père de Josh